# Filialkirche Teufenbach

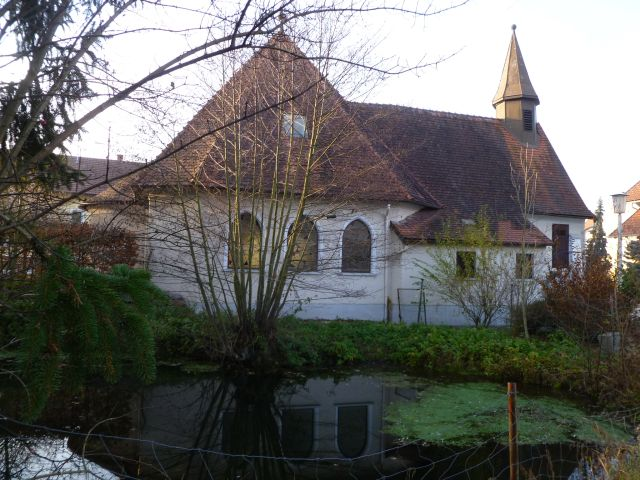
Filialkirche Teufenbach

Die römisch-katholische Filialkirche Teufenbach mit dem Patrozinium Heilige Familie steht im Ort Unterteufenbach in der Gemeinde St. Florian am Inn in Oberösterreich. Die Filialkirche der Pfarrkirche St. Florian am Inn gehört seit dem 1. Jänner 2023 zur Pfarre Schärding der Diözese Linz.

## Geschichte
Die Filialkirche steht unmittelbar neben den Resten des Schlosses Teufenbach, das laut Lamprecht über eine eigene Schlosskapelle verfügte: Die im Schlosse Teuffenbach vorhandene Haus-Kapelle (Oratorium) ist der hl. Maria dedicirt. Von den Geistlichen, die hier im Auftrag der Schlossbesitzer den Dienst versahen, sind 1737 Wassermann, Benefiziat in Teufenbach, 1745 Andrä Franz Scharizer, Votivist in Teufenbach, und 1746 Josef Pius Stockinger, Kaplan in Teufenbach, überliefert. Von Pius Stockinger ließen sich die Freiherren von Neuburg noch 1775 bis 1785 die heilige Messe lesen. Von dieser Kapelle sind heute keine Spuren mehr erhalten.

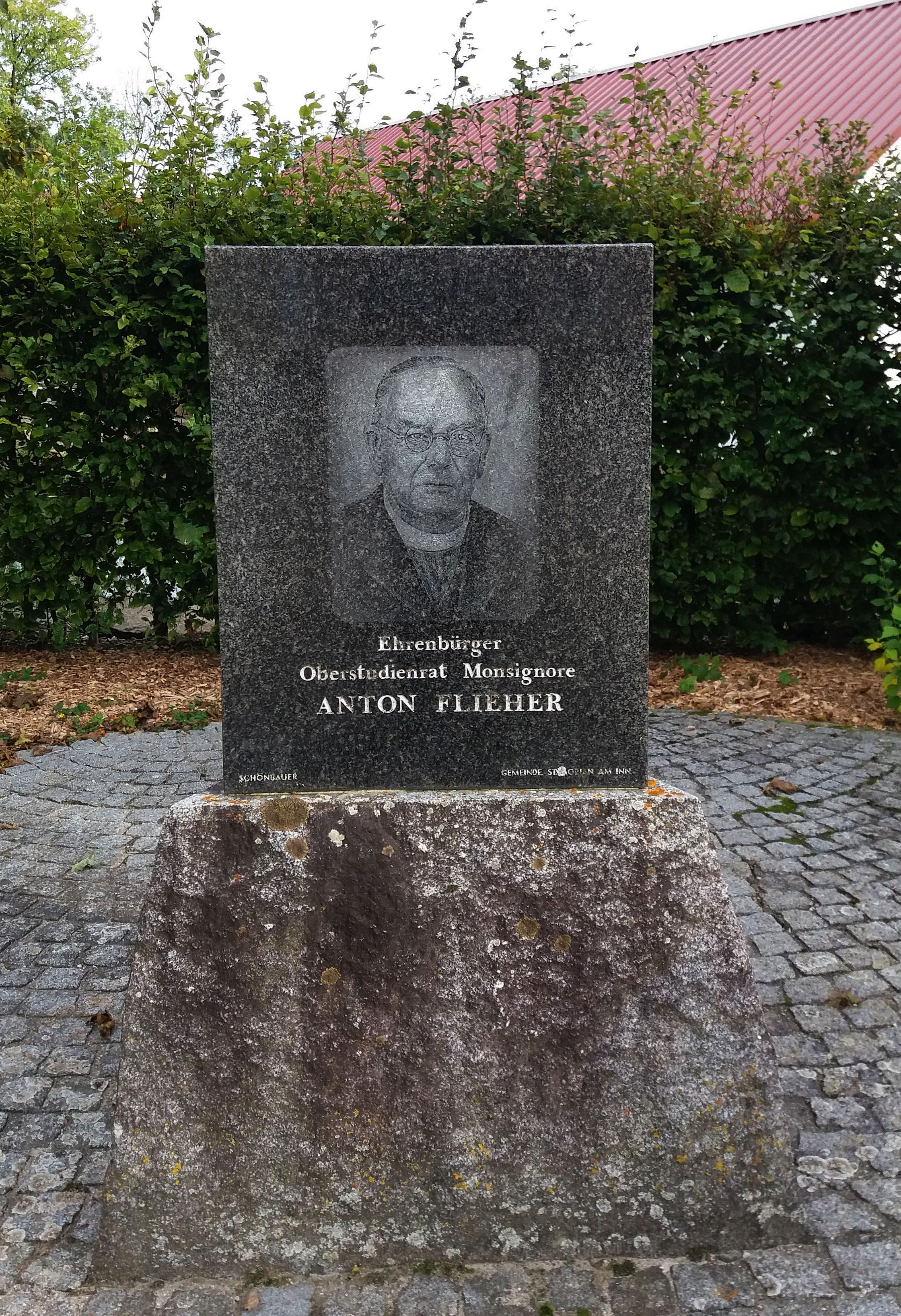
Denkmal für Pfarrer Anton Flieher (1881–1972) neben der Filialkirche Teufenbach

Da die Pfarrkirche St. Florian von der Ortschaft Teufenbach weit entfernt liegt, veranlasste des aus St. Florian stammende Pfarrer Anton Flieher (1881–1972) Anfang der 1950er-Jahre den Bau einer Dorfkirche, die auch an die Tradition der einstigen Schlosskapelle anknüpft.
Die kleine Kirche, auch Dorfkapelle genannt, wurde 1952 bis 1957 nach Plänen von Architekt Hans Foschum im Heimatschutzstil unter Verwendung moderner Bauformen errichtet. Sie wurde auf dem Grund des ehemaligen Schlosses Teufenbach erbaut, Grundbesitzer ist die Wirtsfamilie in Teufenbach.
Der Innenraum ist schlicht gestaltet, in der Apsis befindet sich ein Fresko mit Mariendarstellung. Das Geläute besteht aus nur einer Glocke, die im Ton h´´ erklingt. Sie wurde im Jahre 1953 in St. Florian gegossen.